# یوشیهیسا ماتسوشیما
یوشیهیسا ماتسوشیما (ژاپنی: 松島 芳久؛ زادهٔ ۱۶ نوامبر ۱۹۶۷) یک بازیکن فوتبال اهل ژاپن است.
از باشگاه‌هایی که در آن بازی کرده‌است می‌توان به باشگاه فوتبال گامبا اوساکا اشاره کرد.